# Šárka (Janáček)
 (juin 2022).
Si vous disposez d'ouvrages ou d'articles de référence ou si vous connaissez des sites web de qualité traitant du thème abordé ici, merci de compléter l'article en donnant les références utiles à sa vérifiabilité et en les liant à la section « Notes et références ».
Pour les articles homonymes, voir Šárka (homonymie).
Ne doit pas être confondu avec Šárka (Fibich) ou Šárka (Smetana).
Pour l’article ayant un titre homophone, voir Särkkä.

Šárka (JW 1/1) est un opéra en trois actes de Leoš Janáček sur un livret de Julius Zeyer d'après son drame (1887). Composé en 1887, révisé en 1888, 1918-1919 et 1924-1925, il n'est créé à Brno, au Divadlo na Hradbách (l'actuel théâtre Mahen) que le 11 novembre 1925 sous la direction de František Neumann (en) à l'occasion du 71e anniversaire de Janáček. Le thème de cet opéra s'inspire de légendes bohémiennes de Šárka dans la Chronique de Dalimil.

## Historique des performances
La première de la version originale de 1887 n'eut lieu que le 26 novembre 2010 au théâtre Reduta à Brno dans le cadre du festival Janáček, dirigée au piano par Ondrej Olos (d) , avec Lucie Kašparová dans le rôle titre. Cette première version (dont moins d'un tiers de la musique est conservé dans les versions jouées actuellement) était restée dans les archives de Janáček. Le compositeur n'a jamais terminé l'œuvre et c'est son élève Osvald Chlubna, qui a révisé l'orchestration et complété le troisième acte, chargé de préparer la publication éventuelle de l'opéra au vu des succès ultérieurs des œuvres de Janáček.

## Distribution

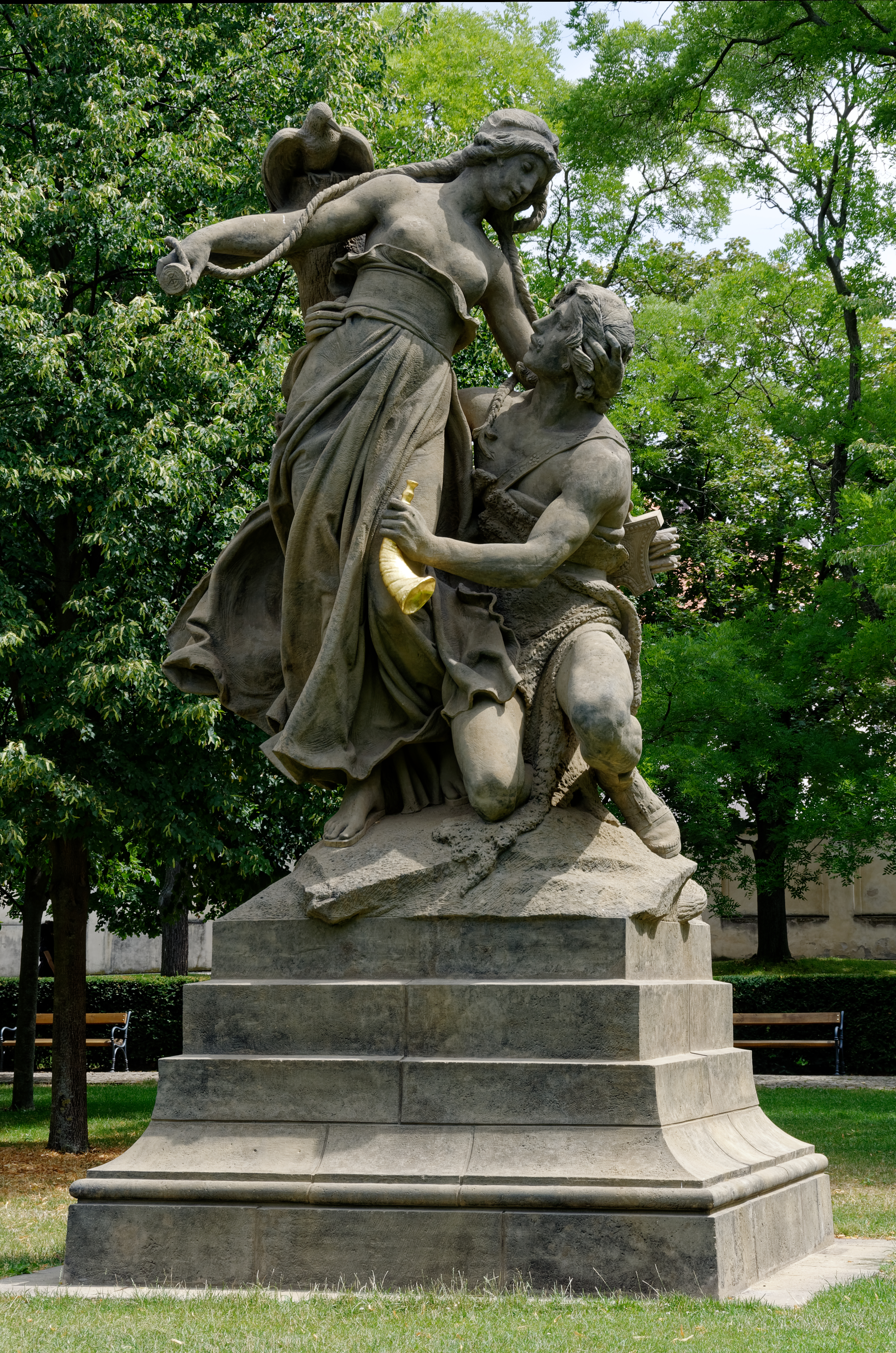
Ctirad et Šárka par Josef Václav Myslbek. Parc Vyšehrad (Prague)

- Častava contralto
- Ctirad ténor Emil Olšovský
- Hosta contralto
- Libina soprano
- Mlada soprano
- Přemysl baryton
- Radka mezzo-soprano
- Šárka soprano Hana Pírková
- Svatava soprano
- Vitoraz basse
- Vlasta mezzo-soprano

## Argument
L'amazone Šárka et sa troupe de vierges guerrières se vengent sans pitié des hommes qui leur ont manqué de respect et en premier lieu de Přemysl. Elle provoque la mort du héros Ctirad dont elle est éprise. Elle s'immole sur le bûcher funéraire de ce dernier.